# 캐스린 카드
캐스린 카드(Kathryn Card, 1892년 10월 4일 ~ 1964년 3월 1일)는 미국의 배우, 라디오 DJ이다.
뷰트에서 태어났으며 코스타메사에서 사망하였다. 사인은 심근 경색이다.

## 출연 작품

### 영화
- That Hagen Girl (1947)
- Three Daring Daughters (1948)
- A Kiss for Corliss (1949)
- 엄마는 신입생 (1949)
- 모델과 중매장이 (1951)
- 세인트 루이스의 자랑 (1952)
- 스타 탄생 (1954)
- 키다리 아저씨 (1955)
- 황혼에 돌아오라 (1958)
- Good Day for a Hanging (1959)
- 애정의 고빗길 (1960)
- Ada (1961)
- 몰리 브라운 (1964)

### 텔레비전
- 왈가닥 루시 (1954-56)
- 페리 메이슨 (1959)